# Olivier Elzéar Mathieu

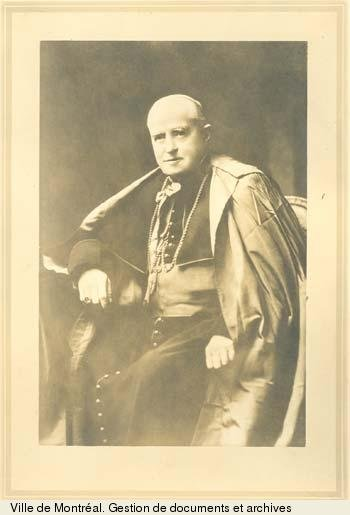
Erzbischof Olivier Elzéar Mathieu

Olivier Elzéar Mathieu, CMG (* 24. Dezember 1853 in Saint-Roch, Québec, Kanada; † 26. Oktober 1929 in Regina, Saskatchewan) war ein kanadischer Geistlicher und römisch-katholischer Erzbischof von Regina.

## Leben
Olivier Elzéar Mathieu studierte Philosophie und Katholische Theologie am Priesterseminar in Québec. 1878 wurde er an der Universität Laval zum Doktor der Theologie promoviert. Mathieu empfing am 2. Juni 1878 durch den Erzbischof von Québec, Elzéar-Alexandre Taschereau, das Sakrament der Priesterweihe.
Anschließend lehrte er Philosophie an der Universität Laval, bis er 1882 nach Italien entsandt wurde, wo er im Fach Philosophie promoviert wurde. Von 1899 bis 1908 war Olivier Elzéar Mathieu Rektor der Universität Laval. Im Oktober 1901 wurde Mathieu Companion des Order of St Michael and St George. Später wurde er zudem Ritter der Ehrenlegion.
Am 21. Juli 1911 ernannte ihn Papst Pius X. zum ersten Bischof von Regina. Der Erzbischof von Québec, Louis-Nazaire Bégin, spendete ihm am 5. November desselben Jahres die Bischofsweihe; Mitkonsekratoren waren der Erzbischof von Montréal, Paul Bruchési, und der Erzbischof von Saint-Boniface, Louis-Philippe-Adélard Langevin OMI.
Olivier Elzéar Mathieu wurde am 9. Dezember 1915 infolge der Erhebung des Bistums Regina zum Erzbistum der erste Erzbischof von Regina.